# Russisch-Türkischer Krieg (1806–1812)

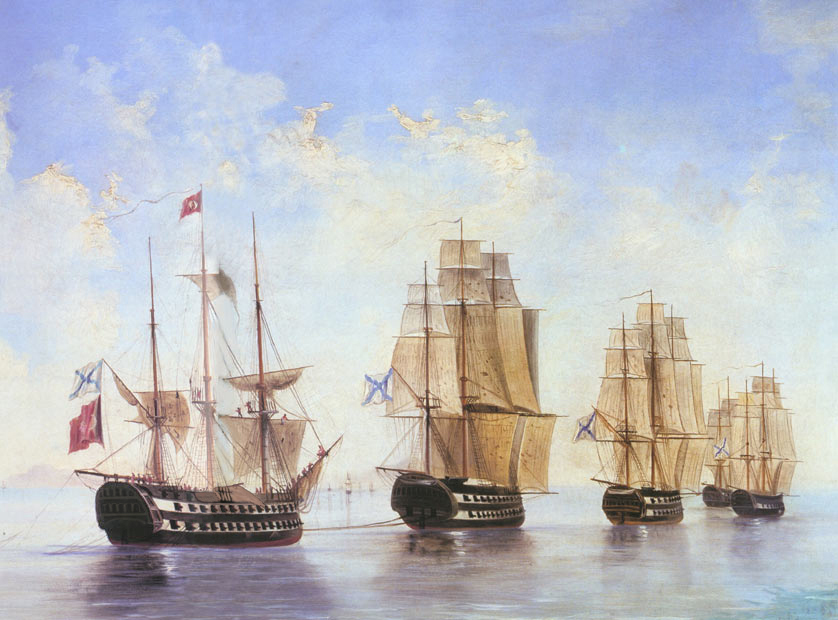
Die russische Flotte nach der Schlacht bei Athos, Bild von Alexei Bogoljubow

Der Russisch-Türkische Krieg von 1806 bis 1812 war der 8. Krieg zwischen dem Russischen und dem Osmanischen Reich. Der Krieg endete mit einem Sieg Russlands und dem osmanischen Verzicht auf Bessarabien.

## Hintergrund
Der Krieg brach vor dem Hintergrund der Napoleonischen Kriege aus. Das Osmanische Reich, das zuvor mehrere demütigende Niederlagen gegen Russland erlitten hatte, fühlte sich durch die russisch-österreichische Niederlage in der Schlacht von Austerlitz ermutigt, die russlandfreundlichen Gospodaren in seinen Vasallengebieten Moldau und Walachei abzusetzen. Gleichzeitig besetzten seine französischen Verbündeten Dalmatien und drohten, die beiden Donaufürstentümer als Durchgangsgebiet nach Russland zu nutzen. Um einem möglichen Vormarsch vorzubeugen, besetzte eine ca. 40.000 Mann starke russische Armee Moldawien und die Walachei. Der Sultan reagierte mit der Blockade der Meerengen für russische Schiffe und erklärte Russland den Krieg.

## Kriegsverlauf

### Die frühe Phase
Anfangs war Zar Alexander I. nicht gewillt, eine zu große Truppenanzahl gegen die Osmanen im Süden zu konzentrieren, da die Beziehungen zu Frankreich unklar waren und der Hauptteil der Armee die preußische Richtung absichern musste. Eine massive osmanische Offensive auf Bukarest konnte jedoch bei Obilești mit nur 4.500 Mann unter dem Kommando von Michail Miloradowitsch am 2. Juni 1807 zurückgeschlagen werden. In Armenien zerschlug am 18. Juni ein 17.000 Mann starkes Kontingent des Grafen Iwan Gudowitsch bei Arpatschai eine türkische Streitmacht von 20.000 Mann. Währenddessen blockierte die russische Ostsee-Flotte unter Dmitri Senjawin die Dardanellen und zerstörte die osmanische Flotte in der Schlacht bei den Dardanellen sowie in der Schlacht bei Athos. Damit wurde die russische Überlegenheit zu Wasser gesichert.

### Kampfhandlungen

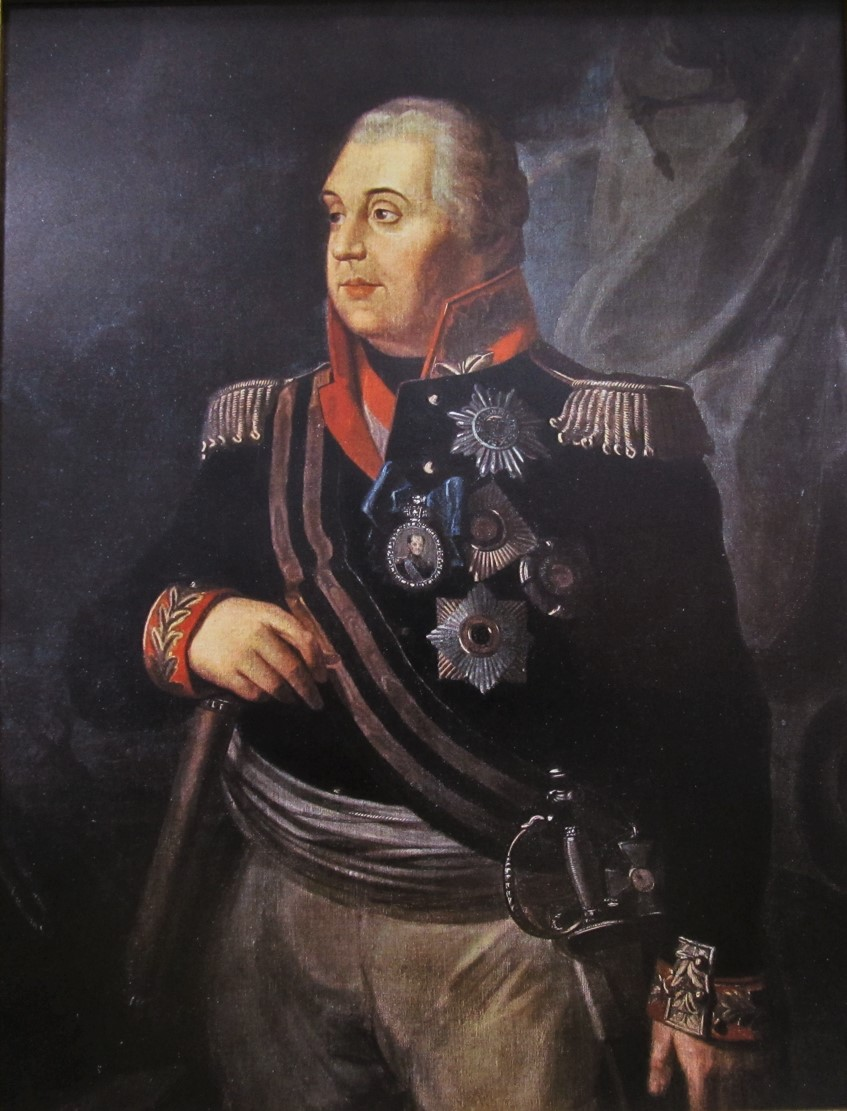
Michail Kutusow

An diesem Punkt hätte der Krieg beendet werden können, da Russland angesichts der französischen Bedrohung sowie dem ausbrechenden Krieg mit Schweden wenig Interesse an einer weiteren Auseinandersetzung mit den Osmanen hatte. Es kam jedoch zum Frieden von Tilsit mit den Franzosen, so dass Alexander I. die südliche Armee in Bessarabien auf bis zu 80.000 Mann aufstocken konnte. Der 76 Jahre alte Befehlshaber Alexander Prosorowski erzielte jedoch in über einem Jahr kaum Fortschritte und wurde 1809 durch Fürst Bagration ersetzt, der mit der Armee prompt die Donau überquerte und die Dobrudscha überrannte. Danach ging er zur Belagerung von Silistra über. Am 23. Augustjul. / 4. September 1809greg. erlitten die Türken in der Schlacht bei Rassevat (9 km von Cernavodă) eine schwere Niederlage. Am 13. Septemberjul. / 25. September 1809greg.wurde Ismail, am 21. Novemberjul. / 3. Dezember 1809greg.Brăila eingenommen. Mitte September begann die Belagerung Silistras. Bagration verfügte über 20.000 Mann, die Belagerten über 12.000 Soldaten. Als sich der Wesir mit einer 30.000 Mann starken Armee von Russe nach Silistra begab, geriet er beim Dorf Tatariza in einen Hinterhalt, wo die Türken in der darauf folgenden Schlacht (am 10. Oktober) eine Niederlage erlitten. An dieser Schlacht beteiligte sich auch ein albanisches Korps an der türkischen Seite. Die Vorhut des Wesirs konnte davonkommen, aber der Lärm der Schlacht reichte bis nach Silistra. Die Belagerung wurde angesichts des näher rückenden Winters aufgehoben.
Die Kampfhandlungen südlich der Donau zwangen den Wesir zum Abmarsch der türkischen Armee aus Serbien, was den Serben große Hilfe beim Kampfe gegen die türkische Herrschaft leistete. Bagration war zudem um das Wohl des bulgarischen Volkes besorgt – er empfahl General Matwei Iwanowitsch Platow, dass „die Bevölkerung des christlichen Gesetzes, besonders die Bulgaren, geschützt und in der Unversehrtheit ihres Landbesitzes bleiben“. Von dem nach Serbien entsandten Issaew verlangte er, dass seine Einheiten mit den Bulgaren brüderlich und freundschaftlich umgehen. Bagration führte Verhandlungen mit dem bulgarischen geistlichen Führer Sofronij Wratschanski um eine bulgarische Rebellion, die der Letztere befürwortete, vorausgesetzt sie werde nach dem Einrücken in das bulgarische Land erklärt.
Nach den Worten des Historikers Iwan Rostunow sei Bagration ein Freund des bulgarischen, serbischen und moldauischen Volkes gewesen, die unter dem Joch der türkischen Eroberer stöhnten. Um ihre Bedürfnisse besorgt, habe er ihren Nationalkampf für Freiheit aktiv unterstützt. Nach von Karl Marx für die New York Tribune verfassten Berichten gingen die russischen Truppen jedoch bei der Eroberung mit brutaler Gewalt gegen die einheimische Zivilbevölkerung vor: »Es gab grausame Exzesse, Zwangsabgaben aller Art, Frondienste, Diebstahl, Mord.« Der Verleger Horace Greeley veröffentlichte die Texte jedoch nicht, weil er sie für übertrieben hielt.
1810 gingen die Feindseligkeiten weiter. Die Türken wurden auch am 10. Maijul. / 22. Mai 1810greg. bei Dobritsch besiegt, damals H. Basardschik genannt, und aus der Stadt verdrängt. Die beiden Kamenski-Brüder besiegten ein osmanisches Verstärkungsregiment, das nach Silistra zog. Die osmanische Garnison von Silistra fand sich in einer hoffnungslosen Lage und ergab sich am 18. Maijul. / 30. Mai 1810greg., einen Tag später folgte auch Rasgrad.
Am 3. Juni belagerten die Kamenskis eine andere starke Festung namens Schumen, aber Ende Juli wurden die dortigen russischen Truppen nach Russe aufgerufen, das auch belagert wurde. Die Stadt hielt sich jedoch lange Zeit und ergab sich erst am 15. September, nachdem die Russen am 26. August (7. September) 1810 eine große türkische Streitmacht in der Nähe von Batin besiegten. Befreit wurden danach Swischtow, Weliko Tarnowo, Sewliewo, Lowetsch und Nikopol (am 15. Oktober). Die Armee sollte sich jedoch mit dem näher rückenden Winter zurückziehen, so dass Lowetsch zum zweiten Mal am 31. Januar 1811 eingenommen werden musste.
Graf Nikolai Kamenski verschied jedoch kurz darauf mit nur 34 Jahren und wurde durch Michail Kutusow ersetzt. Dieser setzte im Einklang mit seiner vorsichtigen Natur auf langsamen Rückzug.

### Endphase und Ergebnisse
Kutusows Rückzug veranlasste den türkischen Befehlshaber Ahmet Pascha, eine 60.000 Mann starke Armee gegen die Russen zu führen. Die Schlacht fand am 22. Juni 1811 in der Nähe von Russe statt. Obwohl die türkische Offensive abgewehrt wurde, setzte Kutusow seinen Rückzug fort und überquerte die Donau zurück nach Bessarabien. Einige Monate später kehrte ein russisches Regiment zurück und überraschte in der Nacht auf den 2. Oktober die Armee Ahmet Paschas. In der blutigen Schlacht wurden über 9.000 Osmanen getötet; Ahmet Pascha ergab sich am 23. November den Truppen Kutusows.
Im Frieden von Bukarest, den Kutusow am 28. Mai unterzeichnete, traten die Osmanen die östlich des Pruth gelegene Hälfte des Fürstentums Moldau und den Budschak ab. Aus beidem formte Russland später die Provinz Bessarabien. Im Kaukasus wurde dem Zarenreich der Besitz des 1810 annektierten Königreichs Imeretien bestätigt. Der Friedensvertrag wurde von Zar Alexander I. am 11. Juni ratifiziert, nur einen Tag vor dem Beginn von Napoleons Russlandfeldzug.